# Гросенготтерн
Гросенготтерн (нем. Großengottern) — община в Германии, в земле Тюрингия. 
Входит в состав района Унструт-Хайних. Подчиняется управлению Унструт-Хайних.  Население составляет 2261 человек (на 31 декабря 2010 года). Занимает площадь 19,26 км².